# Il suocero di se stesso
Il suocero di se stesso è un film del 1923 diretto da Toddi.